# المسألة الرياضية المباشرة لطب القلب الكهربائي
المسألة الرياضية المباشرة لطب القلب الكهربائي هي النهج الرياضي والحوسبي المستخدم في دراسة النشاط الكهربائي الخاص بالقلب عبر سطح الجسم. يكمن الهدف الرئيسي لهذه الدراسة في إعادة إنتاج تخطيط كهربية القلب (إي سي جي) حاسوبيًا، ما يلعب دورًا هامًا في تحديد الحالات المرضية القلبية مثل نقص التروية والاحتشاء، أو اختبار التداخلات الدوائية المختلفة. نظرًا إلى قدراتها الوظيفية الهامة وبضاعتها الصغيرة نسبيًا، تُستخدم تقنيات تخطيط كهربية القلب بكثرة كاختبارات تشخيصية سريرية. لذلك، من الطبيعي المضي قدمًا في عملية إعادة إنتاج «إي سي جي» حاسوبيًا، ما يشير إلى نمذجة السلوك القلبي داخل الجسم رياضيًا.
تشمل الأجزاء الثلاثة الرئيسية الخاصة بتخطيط كهربية القلب كلًا من:
نموذج النشاط القلبي الكهربي؛
نموذج انتشار الجهد الكهربائي داخل الجذع، ما يمثل المنطقة خارج القلبية؛
بعض شروط الاقتران القلبي الجذعي المحددة
بالتالي، من أجل الحصول على تخطيط كهربية القلب، يجب أخذ النموذج الكهربائي القلبي الرياضي في عين الاعتبار بالاقتران مع نموذج الانتشار في موصل كهربائي سلبي قادر على وصف الانتشار الكهربائي داخل الجذع.
عادة ما يكون النموذج المقترن نموذجًا ثلاثي الأبعاد قابل للتعبير عنه فيما يتعلق ب المعادلات التفاضلية الجزئية. يمكن حل مثل هذا النموذج بواسطة طريقة العناصر المنتهية للتطور المكاني الخاص بالحل والمخططات العددية شبه الضمنية المنطوية على الفروق المحدودة للتطور الزمني الخاص بالحل. مع ذلك، تُعد التكاليف الحاسوبية لمثل هذه التقنيات، وخاصة مع المحاكاة ثلاثية الأبعاد، مرتفعة للغاية. نتيجة لذلك، غالبًا ما تُؤخذ النماذج المبسطة بعين الاعتبار، على سبيل المثال، يمكن حل النشاط الكهربائي القلبي بشكل مستقل عن مسألة الجذع. من أجل توفير النتائج الواقعية، يجب استخدام النماذج الواقعية تشريحيًا ثلاثية الأبعاد للقلب والجذع.
تشمل إحدى عمليات التبسيط الأخرى النموذج الديناميكي المكون من ثلاث معادلات تفاضلية عادية.

## الطرق العددية
يمكن التعبير عن النماذج القلبية الجذعية فيما يتعلق بالمعادلات التفاضلية الجزئية التي تنطبق المجاهيل الخاصة بها على الزمان والمكان على حد سواء. تقترن هذه المعادلات بدورها مع النموذج الأيوني الذي يمكن التعبير عنه عادة فيما يتعلق بنظام المعادلات التفاضلية العادية. يمكن استخدام مجموعة متنوعة من المخططات العددية من أجل إيجاد حل هذه المسائل الرياضية. يمكن في العادة تطبيق طريقة العناصر المنتهية من أجل التفريد المكاني بينما يمكن تطبيق مخططات الفرق المنتهي شبه الضمنية من أجل التفريد الزماني.
يمكن اعتبار النموذج القلبي الجذعي غير المقترن أبسط طريقة مستخدمة في المعالجة العددية نظرًا إلى إمكانية إيجاد حل النموذج الكهربائي القلبي بشكل مستقل عن النموذج الجذعي، ما يسمح بتطبيق الطرق العددية الكلاسيكية على كل منهما بشكل منفصل. يشير هذا إلى إمكانية حل كل من النماذج ثنائية النطاق وأحادية النطاق على سبيل المثال من خلال صيغة التفاضل العكسي للتفريد المكاني، في حين يمكن حل مسائل حوسبة الجهد خارج الخلوي وجهد الجذع بسهولة من خلال تطبيق طريقة العناصر المنتهية فقط نظرًا إلى اعتبارها مستقلة زمنيًا.
عوضًا عن ذلك، تُعتبر النماذج القلبية الجذعية كاملة الاقتران أكثر تعقيدًا وبحاجة لمزيد من الطرق العددية الأكثر تطورًا. على سبيل المثال، يمكن إيجاد حل النموذج القلبي الجذعي الكامل الذي يستخدم النموذج ثنائي النطاق من أجل المحاكاة الكهربائية للسلوك القلبي مع الأخذ في الاعتبار تقنيات تحليل النطاق، مثل تحليل نطاق ديريتشليت نيومان.

## النموذج الجذعي الهندسي
من أجل محاكاة تخطيط كهربية القلب باستخدام النماذج غير المقترنة أو كاملة الاقتران، توجد حاجة إلى عملية إعادة بناء ثلاثية الأبعاد للجذع البشري. في الوقت الحالي، يمكن للعديد من التقنيات التشخيصية مثل التصوير بالرنين المغناطيسي والتصوير المقطعي المحوسب توفير صور دقيقة بما يكفي للسماح بعملية إعادة البناء التفصيلية للأجزاء التشريحية المختلفة لدى الإنسان، ما يسمح بالتالي بالحصول على الهندسة الجذعية الملائمة. على سبيل المثال، تمثل البيانات البشرية المرئية مجموعة من البيانات المفيدة في إنشاء نموذج الجذع ثلاثي الأبعاد بشكل تفصيلي بالترافق مع الأعضاء الداخلية بما في ذلك الهيكل العظمي والعضلات.

## النموذج الديناميكي في تخطيط كهربية القلب
حتى مع توفيره النتائج التفصيلية عالية الدقة، يُعتبر حل النموذج ثلاثي الأبعاد مرتفع التكلفة للغاية. تتمثل إحدى طرق التبسيط المحتملة في النموذج الديناميكي الذي يستند إلى ثلاث معادلات تفاضلية عادية مقترنة ببعضها البعض.
يمكن إعادة إنتاج الميزة شبه الدورية الخاصة بضربات القلب من خلال مسار ثلاثي الأبعاد حول دورة حد الجذب في المستوي (x,y). تُوصف القمم المبدئية لتخطيط كهربية القلب، التي تمثل P، وQ، وR وT بزوايا ثابتة ، و، و، و و، ما يعطي ثلاثة «أو دي إي إس»:
يمكن حل المعادلات بسهولة باستخدام الخوارزميات العددية الكلاسيكية مثل طريقة رونج كوتا الخاصة بحل «أو دي إي إس».